# Piper macerispicum
Piper macerispicum är en pepparväxtart som beskrevs av Trel. & Yunck.. Piper macerispicum ingår i släktet Piper och familjen pepparväxter. Inga underarter finns listade i Catalogue of Life.